# Sociedad Anónima Deportiva Villaverde San Andrés
La Sección de Acción Deportiva Villaverde San Andrés es un club de fútbol español del distrito de Villaverde en la ciudad de Madrid (Comunidad de Madrid). Actualmente compite en la Tercera RFEF, grupo 7.

## Historia
La S.A.D Villaverde San Andrés se fundó en 1972, tras desaparecer clubes anteriores como el Club Deportivo Villaverde y el Metalúrgico Villaverde.
En 1988 se fusionó con la Sociedad Recreativa Boetticher y Navarro, equipo de la Empresa Boetticher, creando la Sociedad Recreativa Villaverde Boetticher Club de Fútbol, cambiando el nombre al actual  S.A.D Villaverde San Andrés en  el año 2017.     
En la temporada 2006-2007 el equipo no pudo ascender a Tercera porque no se pudo instalar el césped de hierba artificial, requisito mínimo requerido. El equipo mantuvo así el campo de arena y la categoría preferente.
Desde entonces, el club ha luchado para conseguir fondos y poder convertir su campo de tierra en uno de césped, lo que logró en diciembre de 2013 gracias al patrocinio del fabricante de móviles HTC. Estrenó su nuevo campo ante el Vicálvaro CF. Además, los jugadores estrenaron equipación y nueva web.
En 2016, tras 20 años sin militar en Tercera División, se consigue el ascenso de categoría desde el grupo 2 de Regional Preferente tras quedar campeón con 68 puntos.
En este campo también se rodó el anuncio de Sony 3D anunciado durante el mundial de fútbol de Sudáfrica 2010.

## Uniforme
- Uniforme titular: Camiseta verde, pantalón verde, medias verdes.
- Uniforme alternativo: Camiseta blanca, pantalón azul, medias azules.
- Patrocinador: Cenafe
- Marca Deportiva: Nike

## Estadio
Nombre: Ciudad Deportiva Boetticher (césped artificial). Capacidad: 2000 espectadores. Inauguración: 2012. Dimensiones del campo principal: 105 x 70 m.

## Temporada a temporada

### Boetticher
| Temporada | División | Nombre        | Puesto  |
| --------- | -------- | ------------- | ------- |
| 1948/49   | 6        | 2ª Categoría. | 1       |
| 1949/50   | 5        | 2ª Cat. Pref. | 2       |
| 1950/51   | 4        | 1ª Categoría  | 3       |
| 1951/52   | 4        | 1ª Categoría  | 2       |
| 1952/53   | 4        | 1ª Categoría  | 3 / 4th |
| 1953/54   | 4        | 1ª Categoría  | 3       |
| 1954/55   | 4        | 1ª Categoría  | 2 / 3rd |
| 1955/56   | 4        | 1ª Categoría  | 6 / 4th |
| 1956/57   | 4        | 1ª Categoría  | 6 / 7th |
| 1957/58   | 4        | 1ª Categoría  | 3       |
| 1958/59   | 4        | 1ª Categoría  | 5 / 5th |
| 1959/60   | 4        | 1ª Categoría  | 2 / 5th |
| 1960/61   | 3        | 3ª            | 12      |
| 1961/62   | 3        | 3ª            | 16      |

| Temporada | División | Nombre       | Puesto |
| --------- | -------- | ------------ | ------ |
| 1962/63   | 4        | 1ª Categoría | 9      |
| 1963/64   | 4        | 1ª Categoría | 2      |
| 1964/65   | 3        | 3ª           | 11     |
| 1965/66   | 3        | 3ª           | 8      |
| 1966/67   | 3        | 3ª           | 14     |
| 1967/68   | 3        | 3ª           | 7      |
| 1968/69   | 3        | 3ª           | 9      |
| 1969/70   | 3        | 3ª           | 12     |
| 1970/71   | 4        | 1ª Categoría | 1      |
| 1971/72   | 3        | 3ª           | 17     |
| 1972/73   | 4        | 1ª Categoría | 13     |
| 1973/74   | 5        | 1ª Categoría | 4      |
| 1974/75   | 4        | Preferente   | 11     |
| 1975/76   | 5        | 1ª Categoría | 3      |

| Temporada | División | Nombre       | Puesto |
| --------- | -------- | ------------ | ------ |
| 1976/77   | 4        | Preferente   | 15     |
| 1977/78   | 5        | Preferente   | 11     |
| 1978/79   | 5        | Preferente   | 15     |
| 1979/80   | 6        | 1ª Categoría | 6      |
| 1980/81   | 6        | 1ª Categoría | 6      |
| 1981/82   | 6        | 1ª Categoría | 12     |
| 1982/83   | 6        | 1ª Categoría | 4      |
| 1983/84   | 5        | Preferente   | 6      |
| 1984/85   | 5        | Preferente   | 12     |
| 1985/86   | 5        | Preferente   | 9      |
| 1986/87   | 5        | Preferente   | 17     |

### Villaverde
| Temporada | División | Nombre        | Puesto |
| --------- | -------- | ------------- | ------ |
| 1971/72   | 7        | 3ª Categoría  | 1      |
| 1972/73   | 6        | 3ª Cat. Pref. | 1      |
| 1973/74   | 6        | 2ª Categoría  | 9      |
| 1974/75   | 6        | 2ª Categoría  | 4      |
| 1975/76   | 6        | 2ª Categoría  | 1      |
| 1976/77   | 5        | 1ª Categoría  | 10     |
| 1977/78   | 6        | 1ª Categoría  | 8      |
| 1978/79   | 6        | 1ª Categoría  | 4      |
| 1979/80   | 6        | 1ª Categoría  | 1      |
| 1980/81   | 5        | Preferente    | 4      |
| 1981/82   | 5        | Preferente    | 4      |
| 1982/83   | 5        | Preferente    | 15     |
| 1983/84   | 5        | Preferente    | 3      |
| 1984/85   | 5        | Preferente    | 17     |
| 1985/86   | 6        | 1ª Categoría  | 5      |
| 1986/87   | 5        | Preferente    | 13     |
| 1987/88   | 5        | Preferente    | 2      |

### Villaverde Boetticher / Villaverde San Andrés
| Temporada | División | Nombre      | Puesto |
| --------- | -------- | ----------- | ------ |
| 1988/89   | 5        | Preferente  | 1      |
| 1989/90   | 4        | 3ª          | 20     |
| 1990/91   | 5        | Preferente  | 1      |
| 1991/92   | 4        | 3ª          | 6      |
| 1992/93   | 4        | 3ª          | 12     |
| 1993/94   | 4        | 3ª          | 19     |
| 1994/95   | 4        | 3ª          | 10     |
| 1995/96   | 4        | 3ª          | 6      |
| 1996/97   | 4        | 3ª          | 21st   |
| 1997/98   | 5        | Preferente  | 5      |
| 1998/99   | 5        | Preferente  | 14     |
| 1999/00   | 6        | 1ª Regional | 1      |
| 2000/01   | 5        | Preferente  | 4      |
| 2001/02   | 5        | Preferente  | 5      |
| 2002/03   | 5        | Preferente  | 6      |
| 2003/04   | 5        | Preferente  | 8      |

| Temporada | División | Nombre      | Puesto |
| --------- | -------- | ----------- | ------ |
| 2004/05   | 5        | Preferente  | 3      |
| 2005/06   | 5        | Preferente  | 3      |
| 2006/07   | 5        | Preferente  | 7      |
| 2007/08   | 5        | Preferente  | 13     |
| 2008/09   | 5        | Preferente  | 13     |
| 2009/10   | 5        | Preferente  | 15     |
| 2010/11   | 6        | 1ª Regional | 1      |
| 2011/12   | 5        | Preferente  | 11     |
| 2012/13   | 5        | Preferente  | 4      |
| 2013/14   | 5        | Preferente  | 3      |
| 2014/15   | 5        | Preferente  | 3      |
| 2015/16   | 5        | Preferente  | 1      |
| 2016/17   | 4        | 3ª          | 11     |
| 2017/18   | 4        | 3ª          | 11     |
| 2018/19   | 4        | 3ª          | 5      |
| 2019/20   | 4        | 3ª          | 20     |
| 2020/21   | 4        | 3ª          | 8      |
| 2021/22   | 5        | 3ª RFEF     | 16     |
| 2022/23   | 6        | Preferente  | 11     |
| 2023/24   | 6        | Preferente  | 2      |

## Resultados
- Temporadas en 1ª: 0
- Temporadas en 2ª: 0
- Temporadas en 2ªB: 0
- Temporadas en 3ª: 13
- Temporadas en Preferente: 22
- Temporadas en 1ª Regional: 2

- Mejor puesto en la liga: 1°
- Peor puesto en la liga: 21°